# Alegeri în Venezuela
Venezuela alege la nivel național un șef de stat, un președinte și o legislatură unicamerală federală. Președintele Venezuelei este ales pentru un mandat de șase ani de către oameni, și este eligibil pentru realegere. Adunarea Națională din Venezuela (Asamblea Nacional) are 165 de membrii (deputați), aleși pentru un mandat de cinci ani. 
Venezuela are un sistem pluripartid, cu numeroase partide politice.

## Ultimele alegeri

### Alegerile parlamentare din 2005
Doar susținătorii președintelui Hugo Chavez au fost nominalizați la alegerile parlamentare din 2005. Partidele ostișe președintelui nu au participat, întrucât acestea au convenit că CNE (instituția națională electorală) nu a acționat independent față de Chavez. A fost o decizie foarte contrariată, deoarece observatorii internaționali au susținut alegerile.